# 1529-es busz
Az 1529-es jelzésű autóbuszvonal távolsági autóbuszjárat Kecskemét és Veszprém valamint Balatonfüred között, melyet a MÁV Személyszállítási Zrt. lát el.

## Közlekedése
A járat Kecskemétet és Veszprémt valamint Balatonfüredet köti össze. 
Naponta egy járatpár Kecskemét és Veszprém, egy járatpár Kecskemét és Balatonfüred között szállítja az utasokat. A Kecskemét és Veszprém között közlekedő járat munkaszüneti napokon más időpontban indul, kevesebb megállóhelyen áll meg és rövidebb a menetideje.
Menetideje Balatonfüred felé 4 óra 30 perc, Veszprém felé munkaszüneti napok kivételéven naponta 4 óra 5 perc, munkaszüneti napokon 3 óra 40 perc. A veszprémi járat menetideje Kecskemét felé 4 óra 20 perc, a balatonfüredi járaté 4 óra 45 perc.
Jelenlegi útvonalán 2023. június 17 óta közlekedik. Előtte érintette Alsóörsöt és Balatonalmádit is.

## Megállóhelyei
| 1529 (Kecskemét – Székesfehérvár – Veszprém – Balatonfüred) | 1529 (Kecskemét – Székesfehérvár – Veszprém – Balatonfüred) | 1529 (Kecskemét – Székesfehérvár – Veszprém – Balatonfüred) | 1529 (Kecskemét – Székesfehérvár – Veszprém – Balatonfüred) | 1529 (Kecskemét – Székesfehérvár – Veszprém – Balatonfüred) | 1529 (Kecskemét – Székesfehérvár – Veszprém – Balatonfüred) | 1529 (Kecskemét – Székesfehérvár – Veszprém – Balatonfüred) | 1529 (Kecskemét – Székesfehérvár – Veszprém – Balatonfüred) |
| Sorszám (↓)                                                 | Sorszám (↓)                                                 | Sorszám (↓)                                                 | Megállóhely                                                 | Sorszám (↑)                                                 | Sorszám (↑)                                                 | Átszállási kapcsolatok |                                                             |
| ----------------------------------------------------------- | ----------------------------------------------------------- | ----------------------------------------------------------- | ----------------------------------------------------------- | ----------------------------------------------------------- | ----------------------------------------------------------- | --- | ----------------------------------------------------------- |
| 0                                                           | 0                                                           | 0                                                           | Kecskemét, autóbusz-állomás végállomás                      | 38                                                          | 24                                                          | 1, 2D, 2S, 7, 7C, 12D, 15, 19, 21, 21D, 22, 25, 32 550, 551, 553, 555 1080, 1081, 1085, 1087, 1090, 1092, 1348, 1362, 1376, 1499, 1524, 1528, 1535, 1547, 1566 4777, 5075, 5076, 5202, 5203, 5205, 5206, 5207, 5208, 5209, 5210, 5211, 5212, 5213, 5214, 5215, 5216, 5217, 5218, 5219, 5220, 5221, 5222, 5223, 5224, 5225, 5226, 5227, 5228, 5229, 5230, 5231, 5232, 5233, 5234, 5235, 5236, 5237, 5238, 5239, 5240, 5241, 5242, 5243, 5244, 5245, 5250, 5255, 5258, 5279, 5354, 5359, 5387, 5502 |                                                             |
| ∫                                                           | ∫                                                           | ∫                                                           | Kecskemét, Mária körút                                      | 37                                                          | 23                                                          | 14D, 21, 22, 350 1499, 1528, 1547 5075, 5076, 5207, 5213, 5214, 5215, 5216, 5217, 5243, 5255, 5502 |                                                             |
| 1                                                           | 1                                                           | 1                                                           | Kecskemét, Katona Gimnázium                                 | ∫                                                           | ∫                                                           | 1, 11, 11A, 15, 19, 22, 169 555 1499, 1528, 1535, 1547, 1566 555, 5207, 5223, 5224, 5225, 5226, 5227, 5229, 5230, 5231, 5232, 5233, 5234, 5235, 5237, 5238, 5239, 5243, 5244, 5354, 5359, 5502 |                                                             |
| 2                                                           | 2                                                           | 2                                                           | Kecskemét, Egyetem (GAMF)                                   | 36                                                          | 22                                                          | 1, 5, 11, 11A, 15, 19, 22 555 1499, 1528, 1535, 1547, 1566 5207, 5224, 5225, 5226, 5227, 5229, 5230, 5231, 5232, 5233, 5234, 5235, 5237, 5238, 5239, 5243, 5244, 5354, 5359, 5502 |                                                             |
| ∫                                                           | 3                                                           | ∫                                                           | Lövőtéri útelágazás                                         | ∫                                                           | 21                                                          | 555, 5207, 5225, 5226, 5227, 5229, 5230, 5231, 5232, 5233, 5234, 5235, 5237, 5238, 5239, 5354 |                                                             |
| 3                                                           | 4                                                           | 3                                                           | Fülöpháza, bejárati út                                      | 35                                                          | 20                                                          | 1499, 1528 5227, 5229, 5230, 5231, 5239, 5359, 5387 |                                                             |
| 4                                                           | ∫                                                           | ∫                                                           | Lakos tanya                                                 | ∫                                                           | 19                                                          | 5227, 5229, 5234, 5239, 5359 |                                                             |
| ∫                                                           | 5                                                           | ∫                                                           | 10. sz. vegyesbolt (52 sz. út)                              | 33                                                          | 18                                                          | 5227, 5229, 5234, 5239, 5342, 5359, 5387 |                                                             |
| 5                                                           | ∫                                                           | ∫                                                           | Gedeon dűlő                                                 | ∫                                                           | ∫                                                           | 5227, 5229, 5234, 5239, 5342, 5359 |                                                             |
| 6                                                           | 6                                                           | 4                                                           | Hármas útelágazás                                           | 32                                                          | ∫                                                           | 5227, 5229, 5231, 5234, 5239, 5243, 5271, 5342, 5359, 5502 |                                                             |
| 7                                                           | 7                                                           | 5                                                           | Fülöpszállás, községháza                                    | 31                                                          | 17                                                          | 650 1115, 1499, 1528, 1547 5227, 5229, 5234, 5239, 5243, 5298, 5342, 5352, 5359, 5381, 5502 |                                                             |
| ∫                                                           | ∫                                                           | ∫                                                           | Halászcsárda                                                | 30                                                          | 16                                                          | 5227, 5234, 5243, 5359, 5502 |                                                             |
| 8                                                           | ∫                                                           | ∫                                                           | Hartai, útelágazás                                          | 29                                                          | 15                                                          | 1499, 1528 5227, 5234, 5243, 5359, 5386, 5502 |                                                             |
| 9                                                           | 8                                                           | 6                                                           | Solt, nagymajori elágazás                                   | 28                                                          | 14                                                          | 1499, 1507, 1510, 1512, 1513, 1528 5227, 5234, 5311, 5350, 5359, 5362, 5386, 5502, 8205, 8206, 8207 |                                                             |
| 10                                                          | 9                                                           | 7                                                           | Solt, Aranykulcs tér                                        | 27                                                          | 13                                                          | 1110, 1111, 1113, 1499, 1507, 1510, 1512, 1513, 1528, 1547, 1568, 1803 5058, 5227, 5231, 5234, 5311, 5350, 5359, 5362, 5364, 5365, 5381, 5382, 5502, 8202, 8203, 8205, 8206, 8207 |                                                             |
| 11                                                          | ∫                                                           | ∫                                                           | Solt, Petőfitelep                                           | 26                                                          | ∫                                                           | 1110 5227, 5234, 5311, 5362, 5364, 5365, 5502, 8202, 8203, 8205, 8206, 8207 |                                                             |
| 12                                                          | 10                                                          | 8                                                           | Dunaföldvár, autóbusz-állomás                               | 25                                                          | 12                                                          | 1121, 1125, 1131, 1134, 1507, 1513, 1547, 1568, 1803 5227, 5231, 5382, 5404, 5405, 5450, 5502, 8200, 8202, 8203, 8205, 8206, 8207, 8211, 8216, 8217 |                                                             |
| 13                                                          | 11                                                          | 9                                                           | Dunaújváros, Dózsa mozi                                     | 24                                                          | 11                                                          | 2, 3, 5, 8, 13, 18, 25, 29, 33, 35, 40 1120, 1121, 1125, 1131, 1134, 1499, 1507, 1510, 1512, 1513, 1528, 1803, 1823, 1824, 1826, 1841 5227, 8033, 8034, 8228, 8229, 8236, 8238, 8240 |                                                             |
| 14                                                          | 12                                                          | 10                                                          | Perkáta, községháza                                         | 23                                                          | 10                                                          | 1507, 1823, 1824, 1826 8033, 8034, 8230 |                                                             |
| 15                                                          | 13                                                          | 11                                                          | Szabadegyháza, szeszgyár                                    | 22                                                          | 9                                                           | 1823, 1824, 1826, 1841 8032, 8033, 8034 |                                                             |
| ∫                                                           | ∫                                                           | ∫                                                           | Seregélyes (szőlőhegy), dunaújvárosi elágazás               | ∫                                                           | 8                                                           | 1823, 1824, 1826 8032, 8033, 8034 |                                                             |
| 16                                                          | 14                                                          | 12                                                          | Seregélyes, posta                                           | 21                                                          | 7                                                           | 1507, 1803, 1823, 1824, 1826, 1841 8030, 8032, 8033, 8034, 8035, 8037, 8039 |                                                             |
| 17                                                          | ∫                                                           | ∫                                                           | Székesfehérvár, mentőállomás                                | 20                                                          | 6                                                           | 14, 14G, 16, 30, 40, 41, 42, 43, 44 1803, 1823, 1824, 1826, 1841 8030, 8032, 8033, 8034, 8035, 8037, 8039 |                                                             |
| 18                                                          | 15                                                          | 13                                                          | Székesfehérvár, autóbusz-állomás                            | 19                                                          | 5                                                           | 10, 10G, 11, 11A, 11G, 12, 12A, 12Y, 13, 13A, 13G, 13Y, 14, 14G, 15, 15Y, 26, 26A, 26C, 26G, 27, 36, 37, 37A, 38, 40, 41, 42, 43, 44 707, 717, 740, 747, 748, 749, 750, 751, 757, 758, 759 1172, 1173, 1174, 1189, 1205, 1215, 1507, 1510, 1512, 1563, 1706, 1707, 1735, 1758, 1803, 1804, 1808, 1809, 1822, 1823, 1824, 1826, 1841, 1842, 1843, 1845, 1846, 1853 5447, 5552, 7313, 7315, 8000, 8001, 8010, 8011, 8013, 8030, 8032, 8033, 8034, 8035, 8037, 8039, 8040, 8041, 8046, 8047, 8048, 8049, 8050, 8055, 8060, 8062, 8065, 8066, 8067, 8068, 8069, 8070, 8078, 8082, 8086, 8090, 8092, 8093, 8095, 8096, 8097, 8099, 8624 |                                                             |
| 19                                                          | 16                                                          | ∫                                                           | Csór, Magyar utca                                           | 18                                                          | 4                                                           | 1189, 1215, 1735, 1758, 1808, 1823, 1853 7313, 7315, 8082 |                                                             |
| 20                                                          | 17                                                          | ∫                                                           | Várpalota, Alumíniumkohó bejárati út                        | 17                                                          | 3                                                           | 1189, 1212, 1215, 1216, 1229, 1735, 1758, 1808, 1823, 1853 7315, 8082 |                                                             |
| ∫                                                           | 18                                                          | ∫                                                           | Várpalota, Széchenyi utca                                   | ∫                                                           | ∫                                                           | 1215 7315, 7521 |                                                             |
| 21                                                          | 19                                                          | 14                                                          | Várpalota, autóbusz-állomás                                 | ∫                                                           | 2                                                           | 1189, 1212, 1215, 1216, 1229, 1735, 1758, 1808, 1823, 1853 7311, 7313, 7314, 7315, 7317, 7501, 7515, 7521, 7528, 7530, 7531, 7532, 7533, 7534, 7536, 7538, 8082 |                                                             |
| ∫                                                           | 20                                                          | ∫                                                           | Várpalota, Szabadság tér                                    | ∫                                                           | ∫                                                           | 2, 3, 4, 14 1212, 1215, 1216, 1229, 1735, 1808, 1823 7311, 7313, 7314, 7315, 7317, 7501, 7515, 7521, 7528, 7530, 7531, 7532, 7533, 7534, 7536, 7538, 8082 |                                                             |
| 22                                                          | 21                                                          | ∫                                                           | Öskü, autóbusz-váróterem                                    | 16                                                          | ∫                                                           | 1189, 1735, 1758, 1808, 1823, 1846, 1853 7309, 7311, 7313, 7314, 7315 |                                                             |
| 23                                                          | 22                                                          | ∫                                                           | Veszprém, Viola utca                                        | 15                                                          | 1                                                           | 6, 16, 23, 23U 1189, 1212, 1215, 1216, 1229, 1564, 1592, 1593, 1735, 1740, 1742, 1758, 1808, 1823, 1853 7033, 7300, 7301, 7302, 7303, 7304, 7305, 7306, 7307, 7308, 7309, 7311, 7313, 7314, 7315, 7316, 7317, 7318, 7319, 7320, 7321, 7322, 7323, 7324, 7325, 7326 |                                                             |
| 24                                                          | 23                                                          | 15                                                          | Veszprém, autóbusz-állomás végállomás                       | 14                                                          | 0                                                           | 1, 2, 3, 4, 4A, 7, 7A, 10, 12, 13, 22, 22A, 23, 23U, 47 1189, 1212, 1215, 1216, 1229, 1510, 1513, 1564, 1592, 1593, 1625, 1631, 1658, 1708, 1709, 1710, 1720, 1722, 1731, 1732, 1735, 1736, 1740, 1742, 1758, 1806, 1808, 1823, 1846, 1853 5449, 7033, 7300, 7301, 7302, 7303, 7304, 7305, 7306, 7307, 7308, 7309, 7311, 7313, 7314, 7315, 7316, 7317, 7318, 7319, 7320, 7321, 7322, 7323, 7324, 7325, 7326, 7332, 7333, 7335, 7338, 7341, 7342, 7344, 7345, 7346, 7348, 7350, 7352, 7353, 7355, 7357, 7358, 7360, 7361, 7363, 7364, 7366, 7367, 7369, 7370, 7373, 7376, 7381, 7383, 7386, 7387, 7388, 7391, 7395, 7396, 7398      |                                                             |
| 25                                                          |                                                             |                                                             | Veszprém, kórház                                            | 13                                                          |                                                             | 7, 7A 1189, 1631, 1658, 1710, 1720, 1735, 1740, 1758, 1806, 1808, 1846, 1853 7341, 7342, 7344, 7345, 7346, 7348, 7350, 7352, 7353, 7355, 7357, 7358 |                                                             |
| 26                                                          |                                                             |                                                             | Veszprém, Sport vendéglő                                    | 12                                                          |                                                             | 7 1631, 1710, 1758 7341, 7342, 7344, 7345, 7346, 7348, 7350, 7352, 7353, 7355, 7357, 7358 |                                                             |
| 27                                                          |                                                             |                                                             | Veszprém, Szabadság lakótelep bejárati út                   | 11                                                          |                                                             | 22 1631, 1710, 1758 7341, 7342, 7344, 7345, 7346, 7348, 7350, 7352, 7353, 7355, 7357, 7358 |                                                             |
| 28                                                          |                                                             |                                                             | Veszprém, VIDEOTON                                          | 10                                                          |                                                             | 1710, 1758, 1806, 1808 7344, 7345, 7348, 7350, 7352, 7353, 7355, 7358 |                                                             |
| 29                                                          |                                                             |                                                             | Nosztori erdő bejárati út                                   | 9                                                           |                                                             | 1631, 1710, 1758 7350, 7352, 7353, 7355, 7357, 7358, 7363 |                                                             |
| 30                                                          |                                                             |                                                             | Nosztori autóspihenő                                        | 8                                                           |                                                             | 1631, 1710, 1758 7350, 7352, 7353, 7355, 7357, 7358, 7363 |                                                             |
| 31                                                          |                                                             |                                                             | Nosztori major bejárati út                                  | 7                                                           |                                                             | 1631, 1710, 1758, 1808 7350, 7352, 7353, 7355, 7357, 7358, 7363 |                                                             |
| ∫                                                           |                                                             |                                                             | Csopak, Csonkatorony 73-as út                               | 6                                                           |                                                             | 1189, 1631, 1658, 1710, 1720, 1735, 1740, 1758, 1806, 1808, 1846, 1853 7350, 7352, 7353, 7355, 7357, 7358, 7363 |                                                             |
| 32                                                          |                                                             |                                                             | Csopak, Csonkatorony kereszt                                | ∫                                                           |                                                             | 1710 7350, 7355, 7363 |                                                             |
| 33                                                          |                                                             |                                                             | Csopak, központ                                             | 5                                                           |                                                             | 1201, 1710, 1758 7344, 7345, 7346, 7348, 7350, 7355, 7357, 7363, 7654 |                                                             |
| 34                                                          |                                                             |                                                             | Csopak, vasúti megállóhely                                  | 4                                                           |                                                             | 1190, 1709, 1710, 1720, 1722 7338, 7350, 7355, 7357, 7363, 7653, 8082 személy, sebes, Vízipók InterRégió, Katica InterRégió |                                                             |
| 35                                                          |                                                             |                                                             | Balatonfüred, Gemering utca                                 | 3                                                           |                                                             | 3, 4 1631, 1709, 1710, 1720, 1722 7338, 7350, 7355, 7357, 7363, 7653, 8082 |                                                             |
| 36                                                          |                                                             |                                                             | Balatonfüred, Arács vasúti megállóhely                      | 2                                                           |                                                             | 3, 4, 6, 7 1189, 1190, 1201, 1513, 1631, 1658, 1709, 1710, 1720, 1722, 1735, 1740, 1758, 1806, 1808, 1846, 1853 7338, 7344, 7345, 7348, 7350, 7352, 7355, 7357, 7358, 7363, 7653, 7654, 8082 személyvonat, Katica InterRégió, Vízipók InterRégió |                                                             |
| 37                                                          |                                                             |                                                             | Balatonfüred, Arany Csillag                                 | 1                                                           |                                                             | 3, 4, 6, 7 1189, 1190, 1201, 1513, 1631, 1658, 1709, 1710, 1720, 1722, 1735, 1740, 1758, 1806, 1808, 1846, 1853 7338, 7344, 7345, 7348, 7350, 7352, 7355, 7357, 7358, 7363, 7653, 7654, 8082 |                                                             |
| 38                                                          |                                                             |                                                             | Balatonfüred, autóbusz-állomás végállomás                   | 0                                                           |                                                             | 1, 1B, 2, 2B, 3, 4, 5, 6, 7 1189, 1190, 1201, 1513, 1631, 1658, 1709, 1710, 1712, 1720, 1722, 1735, 1740, 1758, 1806, 1808, 1846, 1853 7338, 7344, 7345, 7346, 7348, 7350, 7352, 7353, 7355, 7357, 7358, 7363, 7364, 7653, 7654, 7671, 7673, 7674, 7675, 7676, 7682, 7683, 7686, 8082 személyvonat, sebesvonat, Csabai Tekergő sebesvonat, Szabolcsi Tekergő expresszvonat, Tekergő expresszvonat, Katica InterRégió, Vízipók InterRégió, Kék Hullám InterCity, Levendula Intercity |                                                             |